# God Is a Girl
God Is a Girl ist ein Song des deutschen Pop-Duos Groove Coverage aus ihrem Debütalbum CoverGirl. Der Titel wurde im November 2002 als dritte Single ausgekoppelt.

## Song und Musikvideo
Der Text beteuert, das Gott ein Mädchen ist. Im Musikvideo treten die Bandmitglieder als Prediger in einer Kirche auf, wo sie Gott als kleines Mädchen präsentieren. Teil ihrer Show ist eine umfangreiche Spendensammlung, der das begeisterte Publikum freudig zustimmt. Zum Schluss verlassen die Protagonisten die Kirche mit der Stretch-Limousine.

## Hintergrund
Produziert wurde God Is a Girl von Axel Konrad und Ole Wierk; den Songtext schrieb Lou Bega. Ein Teil der Melodiefolge des Refrains stammt aus dem Song Jefferson von Roxette aus dem Album Room Service. Nach einem Rechtsstreit wurden dem Komponisten Per Gessle dann 50 Prozent der Tantiemen zugesprochen.
Die aus Singapur stammende Sängerin Jocie Kok, auch bekannt als Guo Mei Mei, coverte das Stück unter dem Titel 愛情女神 (Love Goddess) auf ihrem Album My Darling.

## Chartplatzierungen
God Is a Girl konnte sich in Deutschland und Österreich in den Top Ten der Hitparaden platzieren.
| ChartsChartplatzierungen | Höchstplatzierung | Wochen |
| ------------------------ | ----------------- | ------ |
| Deutschland (GfK)        | 8 (14 Wo.)        | 14     |
| Österreich (Ö3)          | 5 (17 Wo.)        | 17     |
| Schweiz (IFPI)           | 70 (4 Wo.)        | 4      |